# Da'Sean Butler
Da'Sean Christopher Butler (Newark, 25 gennaio 1988) è un ex cestista e allenatore di pallacanestro statunitense.

## Carriera
Ha militato per 4 stagioni nei Mountaineers della West Virginia University, nella NCAA Division I (il più alto livello del basket collegiale statunitense). Ha disputato in totale 146 incontri, realizzando 2.095 punti (terzo nella classifica di sempre della squadra).
Nell'aprile 2010 vince il "Lowe's Senior CLASS Award".
Al draft NBA 2010 viene selezionato al secondo giro (numero 42) dai Miami Heat, per i quali firma un contratto il 30 agosto 2010, durato tuttavia fino al 25 ottobre.
Nel marzo 2011 viene acquistato dai San Antonio Spurs. È inserito inizialmente nella lista infortunati, in seguito all'infortunio subito il 3 aprile 2010 in occasione della semifinale NCAA persa contro i Duke Blue Devils.

## Palmarès
- Campione NIT (2007)
- NCAA AP All-America Second Team (2010)
- Coppa di Israele: 1

Hapoel Gerusalemme: 2018-19
- Bronzo: XXV Universiade, Belgrado 2009